# Dakouli
Dakouli est une localité située dans le département de Bokin de la province du Passoré dans la région Nord au Burkina Faso.

## Géographie
Dakouli est situé à 6 km au nord-ouest du centre de Bokin, le chef-lieu du département, à 5 km à l'est de Tengand-Tanga et à environ 50 km à l'est de Yako. Le village se trouve sur la rive droite du fleuve Nakembé, dont il constitue un passage à gué.

## Histoire
Dakouri est le village natal de Sayouba Sawadogo (également appelé Sayouba Sanema soit « Sayouba or » en mooré), un homme d'affaires qui a fait fortune dans l'exploitation des mines d'or du pays et l'immobilier ainsi que l'ancien directeur de la campagne présidentielle de Blaise Compaoré en 2010.

## Santé et éducation
Le centre de soins le plus proche de Dakouli est le centre de santé et de promotion sociale (CSPS) de Tengand-Tanga tandis que le centre médical avec antenne chirurgicale (CMA) de la province se trouve à Yako.
Le village possède une école publique primaire.